# Pseudeumastacops inexpectata
Pseudeumastacops inexpectata är en insektsart som beskrevs av Marius Descamps 1974. Pseudeumastacops inexpectata ingår i släktet Pseudeumastacops och familjen Eumastacidae. Inga underarter finns listade i Catalogue of Life.